# ドミトロフ
座標: 北緯56度21分 東経37度34分 / 北緯56.350度 東経37.567度

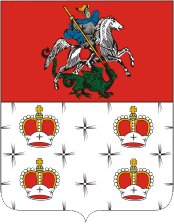
ドミトロフの紋章

ドミトロフ（ドミートロフ；ロシア語: Дми́тров）は、ロシアのモスクワ州にある都市。人口は6万5574人（2021年） 。首都モスクワの北65kmに位置する。クリャージマ川支流のヤフロマ川、およびモスクワ運河に沿う。

## 歴史

### ドミトロフの開基と最盛期

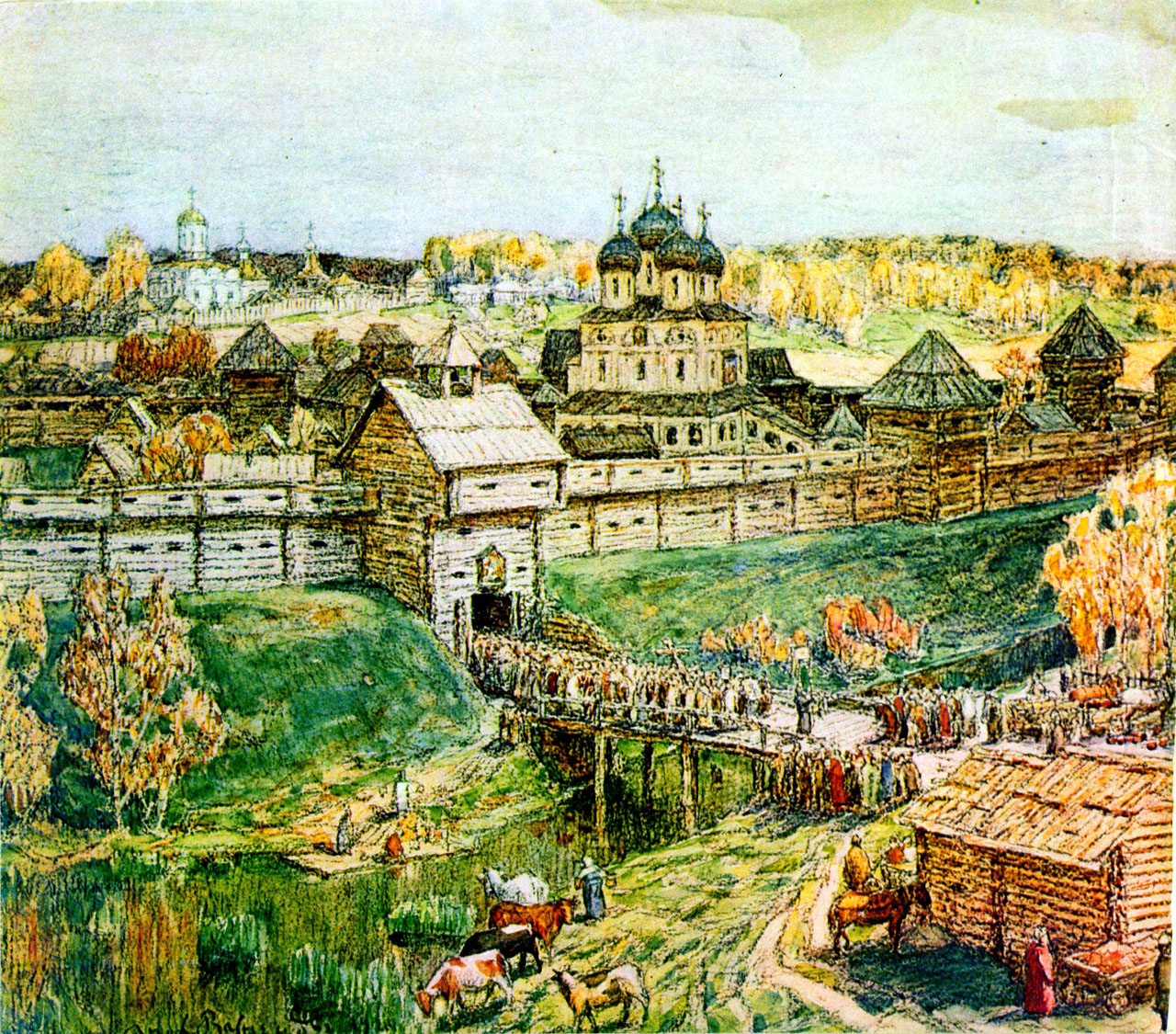
16世紀の最盛期のドミトロフ

この地はかつてフィン・ウゴル系民族のメリャ人が住む地だったが、1154年にユーリー・ドルゴルーキー公がドミトロフを建設したとされる。深い森の中にあったこの地は、ユーリーの息子フセヴォロド（洗礼名はドミートリーで守護聖人は聖デミトリオス）が生まれた場所で、その誕生に伴い町が建設された。
13世紀にはモスクワ公国、トヴェリ公国、ペレスラヴリ・ザレスキー公国という北東ルーシの相争う諸公国の境界が集中する場所であり、1301年には北東ルーシ諸公の会合が行われている。軍事上の要地であるだけでなく、ヤフロマ川や連水陸路を通じて、南のクリャージマ川沿いのウラジーミルの都と北のヴォルガ川沿いの諸都市を結ぶ交易の町でもあった。12世紀の建設以来諸公同士の戦争で何度も略奪されたほか、1238年と1293年にはモンゴル帝国による略奪も受けている。ドミトロフ自体ははるか北のガーリチ＝メルスキー公国に属していたが、ガーリチとドミトロフの分裂の後、1364年にモスクワ大公国に併合された。ドミートリー・ドンスコイとその孫ヴァシーリー2世はドミトロフを息子たちに分領として与えており、長らくドミトロフは小さな分領の都であった。
イヴァン3世の息子ユーリー・イヴァノヴィチがドミトロフ公だった時期（1503年 - 1533年）、ドミトロフは最盛期を迎えた。町のクレムリンには黒いドームを頂いた生神女就寝大聖堂が建てられ、聖ボリスとグレブ修道院もこの時期に建てられた。ドミトロフの商人たちはドミトロフ公の権力の後ろ盾を得て盛んに活動し、北方の地方へ穀物などを売り、代わりに得た毛皮、塩、鳥などをモスクワへ運び、さらにヴォルガ川水系を通じてカスピ海沿岸とも交易していた。ユーリー公が逮捕投獄されると、ドミトロフは弟のスターリツァ公アンドレイ・イヴァノヴィチに与えられた。

### 衰退期

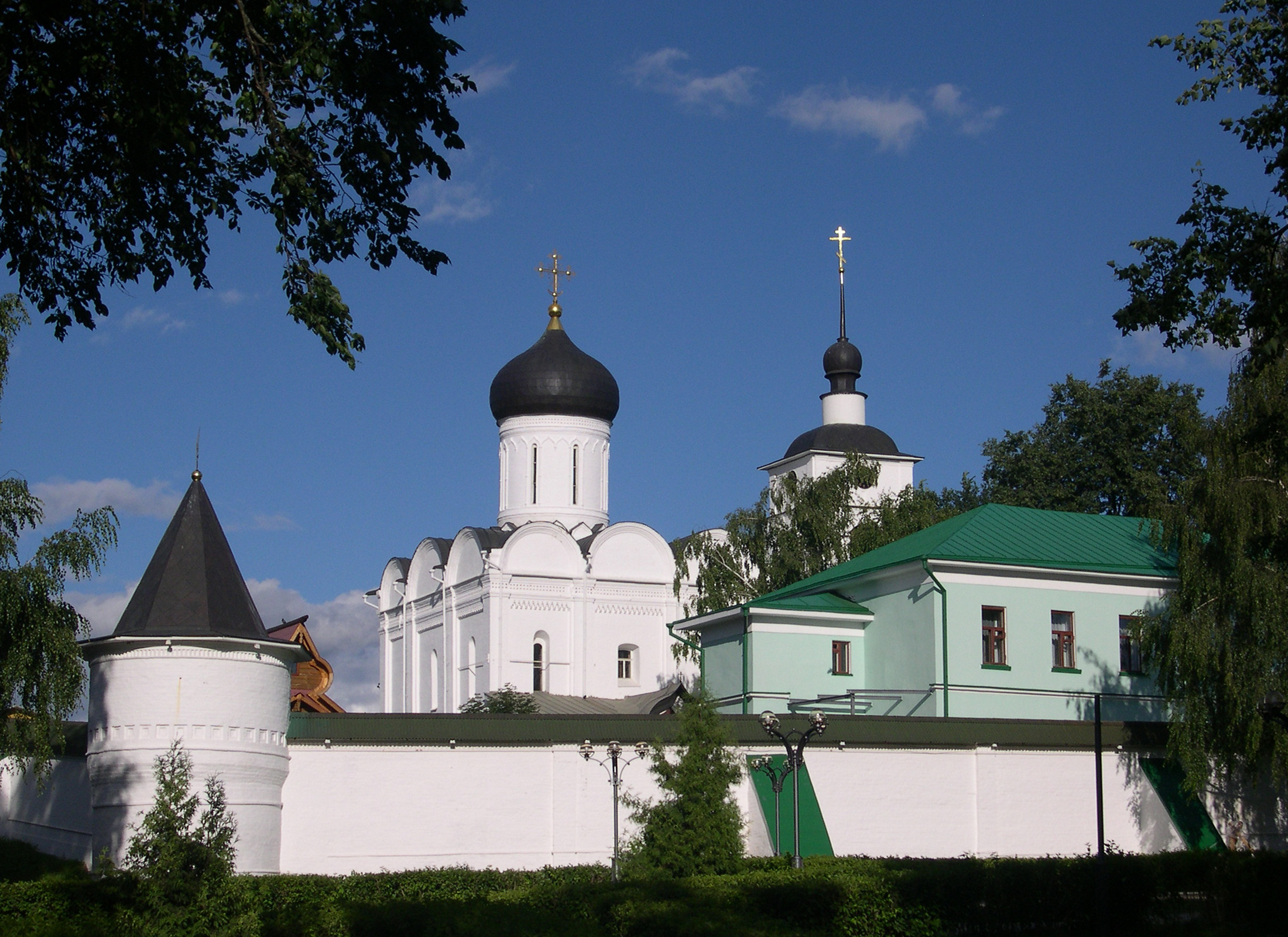
ドミトロフの聖ボリスとグレブ修道院（1537年以前）

1569年、イヴァン4世の治世、アンドレイの息子でスターリツァ公のウラジーミルは服毒自殺を強要された。モスクワ大公国最後の分領公であったウラジーミルの死後、ドミトロフは皇帝直轄領オプリーチニナに編入された。以後ドミトロフはロシア内政の混乱や交易路途絶の中でゆっくりと衰退し、動乱時代のロシア・ポーランド戦争ではポーランド軍とロシア貴族たちとの戦場になり、修道院はモスクワへ進軍するポーランド軍に対する要塞となった。ドミトロフの町はポーランド・リトアニア共和国軍やドン・コサック軍に略奪される被害を受けた。この被害からドミトロフは長い間立ち直らなかった。1624年の住民数はわずか127人と記録されており、多くの空き家が朽ちていたとされる。25年後には住民は10倍にまで回復したが、16世紀の栄華は戻っていない。
ヤフロマ川からヴォルガ川上流への交易路が再び機能するのは、18世紀初頭に新首都サンクトペテルブルクが建設されて以後のことであるが、17世紀末にもこの交易路はモスクワの宮廷の食卓にヴォルガの川魚を届ける役割をかろうじて果たしていた。

### 近代のドミトロフと工業化

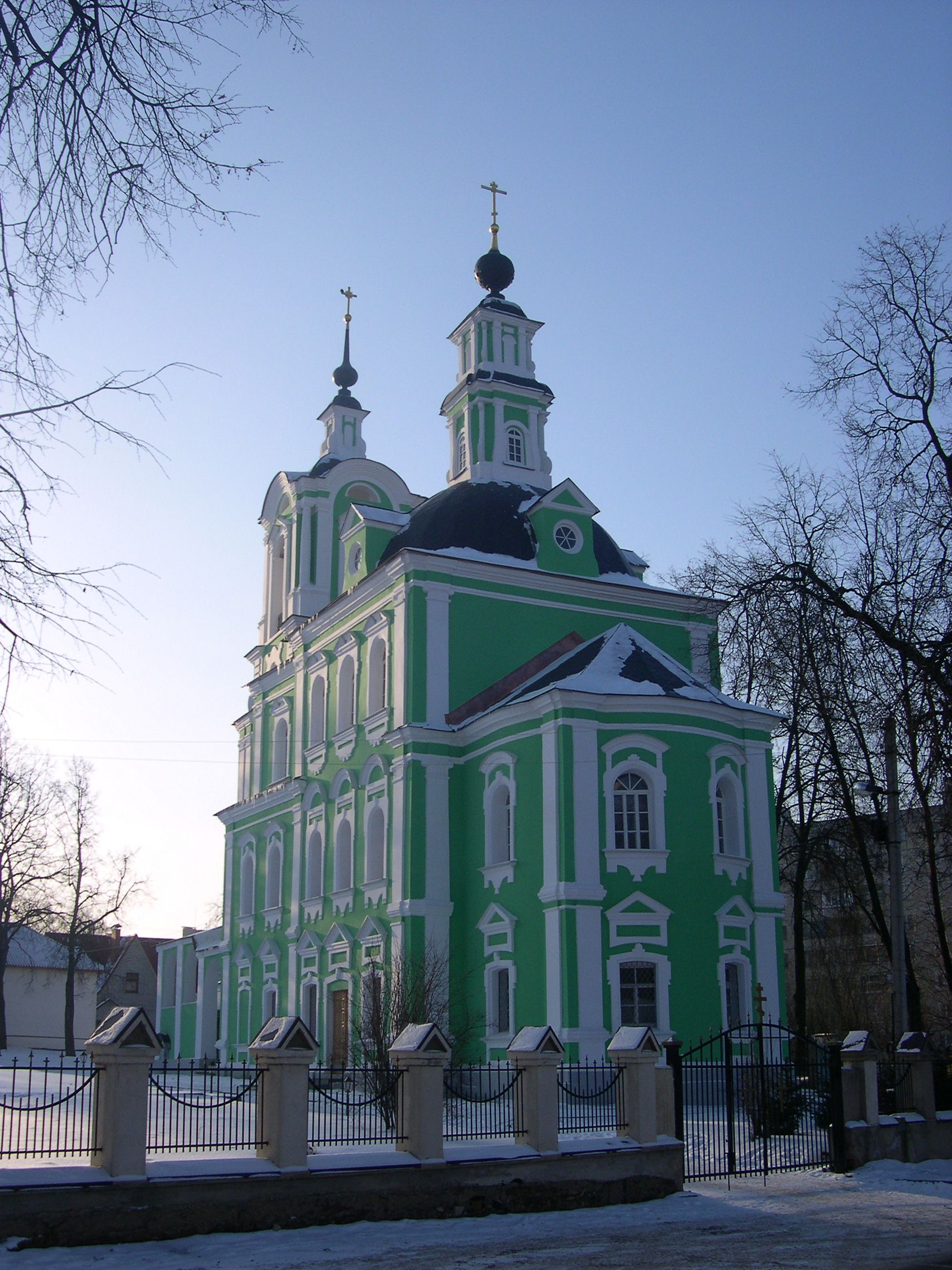
18世紀末から19世紀初頭にかけて建てられた至聖三者聖堂

1781年、エカチェリーナ2世の行政改革でドミトロフは市となりこの一帯の行政の中心となった。またロシアの多くの町と同様に、この時期に町の紋章が与えられている。18世紀から19世紀にかけてはドミトロフはモスクワ・サンクトペテルブルクを結ぶ商業都市となり、ロシアの平均的な都市の人口に商人が占める割合が1.3%だった時期、ドミトロフでは商人は人口の10%から15%を占めた。18世紀末の地域経済発達で、石造りの家が建設され、古い木造教会の再建が進み、1784年には都市計画も行われた。
1812年には祖国戦争が起こりドミトロフはナポレオン率いる大陸軍に占領され破壊された。しかしクリンからのロシア軍の接近を知った大陸軍は戦いを避けるためドミトロフからすぐに撤退している。
19世紀の後半、モスクワからサンクトペテルブルクを結ぶ鉄道がモスクワ北東のクリンを通り（1851年）、モスクワと北のヤロスラヴリを結ぶ鉄道がセルギエフ・パサドを経由すると（1869年）、鉄道という物流の大幹線から外れたドミトロフの経済は、古くからの内陸河川交通の衰退もあり停滞した。ドミトロフ地区はモスクワ周辺でも工業の集積が進み、ドミトロフはこの地方の行政・交易の中心ではあったものの、市の人口は減少し続けた。しかし1900年にモスクワからヴォルガ川沿いの町サヴョロヴォ（現在はキームルィの一部）を結ぶ鉄道がドミトロフを通ると経済は回復を始め、第一次世界大戦景気で機械産業も人口も大きく伸びた。

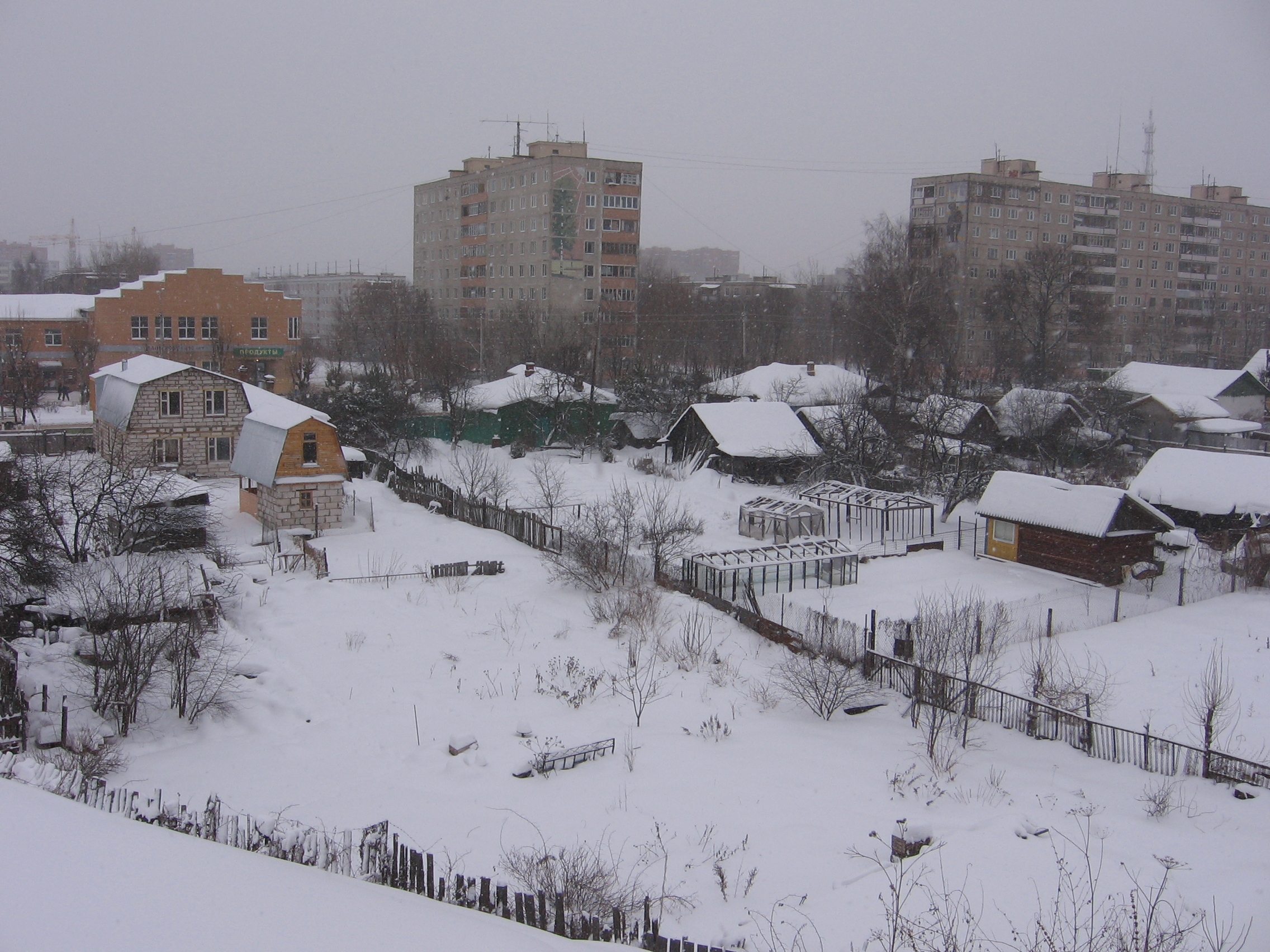
冬のドミトロフ市街

ロシア革命の最中にロシアに戻った無政府主義者ピョートル・クロポトキンは、1921年に没するまでドミトロフで暮らしている。1932年から1938年には内陸河川交通を刷新するべく、モスクワとヴォルガ川上流を結ぶモスクワ運河の建設が始まった。この作業には政治犯らが投入され、ドミトロフにはグラグ（強制労働収容所）が設けられている。運河建設に伴い工場も進出し、ドミトロフは周辺の村を併合し人口も3倍に増えた。しかし運河建設のため、運河開削予定地域にあった古いヴァシレフスカヤ聖堂や救世主顕栄大聖堂などが取り壊されてしまった。
1941年の大祖国戦争では11月26日から27日にかけドイツ国防軍が迫った（モスクワの戦い）。ドイツ軍はドミトロフの南でモスクワ運河を占領したが、赤軍の反攻でドミトロフ市内には入ることができなかった。12月11日にはドミトロフ地区からドイツ軍は撤退している。
1960年代と1980年代、プレハブコンクリート製のアパート多数が建設され、ドミトロフはソ連の他の都市同様の外観を呈するようになった。ソビエト連邦の崩壊後の1990年代には開発は停滞したが、2000年代には勢いを回復し、2004年の建都850周年には大規模な改装・開発が行われ、2005年には「ロシアで最も快適な都市」コンテストの10万人以下の規模の都市部門で一位となった。

## 見どころ

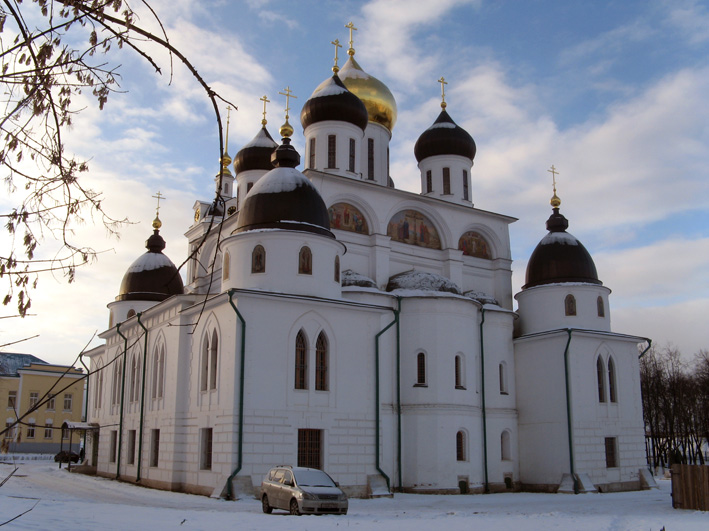
生神女就寝大聖堂（16世紀建設、19世紀増築）

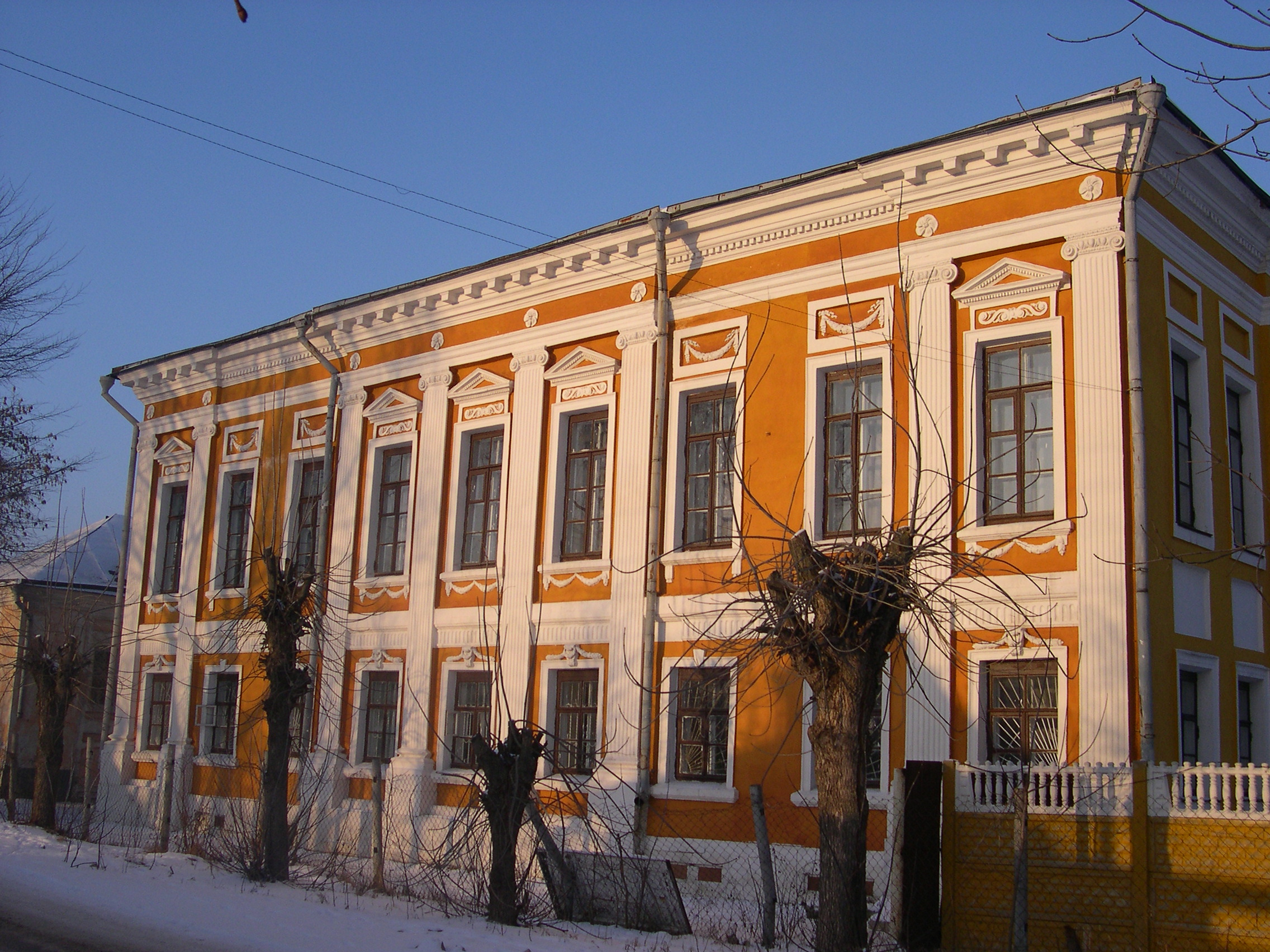
トゥガリノフ邸

ドミトロフにはクレムリンがあり高さ15m、長さ960mの土壁で囲まれており、その周囲には堀がある。大動乱の最中の1610年以前は多くの塔や門も設けられていたが、ポーランド軍との戦いで木造の建物の多くが焼失した。現在観光客が見ることのできるいくつかの濠や門は1980年代や2000年代の再建によるものである。1930年代半ばにはソ連の考古学者による発掘が行われ、12世紀の木造住居や工房、商店の跡が発見されている。また2000年代のロシア科学アカデミーの調査では、10世紀に遡る集落の跡も発見されている。
クレムリンの中には16世紀初頭の白い外壁に黒いドームの生神女就寝大聖堂が建つ。1509年から1533年にかけて建設されたがその後も改修が行われ、1841年にも大規模な増築がなされた。内部には17世紀末に作られた5つのイコノスタシスと、15世紀から16世紀にかけてのイコンが納められている。
生神女就寝大聖堂の横には19世紀前半に地方政府の儀礼や執務に使われた行政棟や監獄が建ち、その横には1898年に建てられた白亜のエリザヴェティンスカヤ聖堂が建つ。これは17世紀の建築様式の復古調の外観である。クレムリン内には1876年開校の高校や、2004年再建のニコラス門があり、門の外は市街地で19世紀後半に建てられた立派な聖堂、商家、ホテルなどがある。1767年から1773年にかけて建てられた救世主聖堂はソビエト時代に接収され、修復されて現在はドミトロフ地区の行政機関が入居している。
その他、ドミトロフとその近郊には聖ボリスとグレブ修道院、聖ニコライ修道院、生神女誕生修道院の3つの修道院があり、内部にはドミトロフ最盛期の16世紀の建築群や、17世紀に追加された建築が立ち並ぶ。1990年代に正教会に返却され修道院が復活するまで、その建物は博物館、モスクワ運河建設事務所、赤軍の司令部、行政機関などソ連時代を通じて様々な用途に転用されてきた。
ドミトロフ市街は、1960年代に大量のアパートが建てられる前は木造の家屋が多かった。現在も19世紀前半の新古典様式から20世紀初期の近代的な外観のものなど、豊かな商人たちや貴族が建てた木造の商家・屋敷が多く残され、歴史的な街並みを形作っている。トゥガリノフ邸は商人が1785年から1788年に建てた新古典主義の石造りの邸宅で当時の姿を残している。
2004年の建都850年祭では多くの記念碑や像が建てられた。クレムリン入口のユーリー・ドルゴルーキー像、生神女就寝大聖堂前のキリルとメトディウス像、市街地のピョートル・クロポトキン像など、様々な彫刻家によるドミトロフゆかりの人物像が設置されている。また第二次大戦でのドミトロフ周辺での戦闘を記念してT-34戦車が市街中心におかれ、2001年には永遠の火をともすための記念碑が建てられた。

## 産業・交通
ドミトロフは工業都市であり、19世紀後半の産業ブーム時やソビエト時代に創業した大きな機械工場が立地する。また建材・食品・衣料などの軽工業の工場も多数ある。
ドミトロフは、モスクワとサヴョロヴォ（キームルィ）を結ぶ鉄道路線から、アレクサンドロフへ向かう支線が分かれる位置にある。鉄道は下りは単線だがモスクワ方面へは複線で列車も頻繁に出ており、モスクワからの交通は至便となっている。また、モスクワ運河の河港がドミトロフに設けられている。道路は、A-104、A-108、R-112.などの国道・高速道路が通る。

## 姉妹都市
- バークレー、アメリカ合衆国
- en:Maryina Horka、ベラルーシ
- ルィブニツァ、沿ドニエストル共和国
- アルメレ、オランダ
- en:Pitsunda、アブハジア
- レーゼクネ、ラトビア